# SFRP2
SFRP2 (англ. Secreted frizzled related protein 2) – білок, який кодується однойменним геном, розташованим у людей на короткому плечі 4-ї хромосоми.  Довжина поліпептидного ланцюга білка становить 295 амінокислот, а молекулярна маса — 33 490.
| 10         |  | 20         |  | 30         |  | 40         |  | 50         |
| ---------- |  | ---------- |  | ---------- |  | ---------- |  | ---------- |
| MLQGPGSLLL |  | LFLASHCCLG |  | SARGLFLFGQ |  | PDFSYKRSNC |  | KPIPANLQLC |
| HGIEYQNMRL |  | PNLLGHETMK |  | EVLEQAGAWI |  | PLVMKQCHPD |  | TKKFLCSLFA |
| PVCLDDLDET |  | IQPCHSLCVQ |  | VKDRCAPVMS |  | AFGFPWPDML |  | ECDRFPQDND |
| LCIPLASSDH |  | LLPATEEAPK |  | VCEACKNKND |  | DDNDIMETLC |  | KNDFALKIKV |
| KEITYINRDT |  | KIILETKSKT |  | IYKLNGVSER |  | DLKKSVLWLK |  | DSLQCTCEEM |
| NDINAPYLVM |  | GQKQGGELVI |  | TSVKRWQKGQ |  | REFKRISRSI |  | RKLQC      |

A: Аланін

C: Цистеїн

D: Аспарагінова кислота

E: Глутамінова кислота

F: Фенілаланін

G: Гліцин

H: Гістидин

I: Ізолейцин

K: Лізин

L: Лейцин

M: Метіонін

N: Аспарагін

P: Пролін

Q: Глутамін

R: Аргінін

S: Серин

T: Треонін

V: Валін

W: Триптофан

Кодований геном білок за функцією належить до білків розвитку. 
Задіяний у таких біологічних процесах як диференціація, сигнальний шлях Wnt, поліморфізм. 
Секретований назовні.